# Uroleucon parvotuberculatum
Uroleucon parvotuberculatum är en insektsart som först beskrevs av Olive 1963.  Uroleucon parvotuberculatum ingår i släktet Uroleucon och familjen långrörsbladlöss. Inga underarter finns listade i Catalogue of Life.